# انلیاک
انلیاک (به فرانسوی: Anlhiac) یک کمون در فرانسه است که در دوردونی واقع شده‌است. انلیاک ۱۱٫۸۶ کیلومتر مربع مساحت دارد ۲۳۶ متر بالاتر از سطح دریا واقع شده‌است.